# 冒険王ビィトの登場人物
冒険王ビィトの登場人物（ぼうけんおうビィトのとうじょうじんぶつ）では、三条陸（原作）、稲田浩司（漫画）による漫画『冒険王ビィト』および、関連作品の登場人物について述べる。

## 概説・制作
本作の主人公ビィトとパートナーのポアラは、連載開始の前段階として掲載された読切作品『DRAGON QUEST IV外伝 -地獄の迷宮-』のギィンとプラナを雛形としており、原作者の三条がこのふたりを気に入っていたために、名前も似せてつけている。ビィトを常識外の人物として描きながら、ポアラを作品世界における常識を語る人物とすることで、バランスがとれるようになっているという。ビィトをはじめとする主要キャラクターは、三条・稲田の前作『DRAGON QUEST -ダイの大冒険-』と同じく5人程度のチームとすることを最初から想定しており、一方でキャラクター性や登場する順序などは、『ダイの大冒険』における主要キャラクターの要素を組み換えて配置するなどして変化を出している。
本作の特徴として三条は、「ライトサイド」と「ダークサイド」を明確に区別し、邪悪な魔人（ヴァンデル）が一方的に人間を苦しめているという構図で、『ダイの大冒険』とは異なり敵キャラクターが味方になるという展開をほぼ排していることを挙げている。その一方で個々の魔人の性格については人間臭く個性的に描いており、しばしば倒される直前で魅力的になると語っている。
魔人とその配下の魔物（モンスター）、およびそれらを退治するヴァンデルバスターが生成する武器「才牙（サイガ）」のデザインは、『ドラゴンボールZ』などでキャラクターデザインを担当したアニメーターの中鶴勝祥が手がけている。中鶴は2004年から2006年に放映されたテレビアニメ版でも、山室直儀との連名でキャラクターデザインを務めている。三条によると中鶴は原作の企画当初からアニメ化を予期して流用するつもりで設定書を描いており、のちにそれが実現することになったという。

## 凡例
原作キャラクターの説明に続き、アニメ版、ゲーム版のオリジナルキャラクターについても述べる。
物語上の時系列については作品項目における「あらすじ」を、作品独自の用語については「設定」を参照。
「声」はすべてアニメ版のキャストである。ボイス付きのゲーム作品『冒険王ビィト ダークネスセンチュリー』のキャストも、一部を除いてアニメ版と共通している。
特記なき場合、二重かぎ括弧付きの『エクセリオン』は第2期アニメシリーズ『冒険王ビィト エクセリオン』を指す。

## ヴァンデルバスター
契約により大気中のエネルギーを操る「天力」を扱い、魔人（ヴァンデル）の退治を生業とする人間。通称「バスター」。通常は「戦士団」と呼ばれるチームを組んで行動する。

### ビィト戦士団
本作の主人公ビィトがリーダーを務めることになる戦士団。
ビィトとその幼なじみであるポアラの2人から始まって戦士団契約を行ない、のちにビィトの旧友キッスが加わって3人となる。キッスが魔人に協力した犯罪者であったことから力を合わせて罪を償うためバスターの本拠地「グランシスタ王国」へと向かい、そこでキッスは裁きを受けてバスターの権限を取り戻す。さらに道中で共闘してきたビィトのライバル的存在であるスレッドと、バスターの管理官でもある「ブロード・バスター」のミルファが正式に加入し、5人の戦士団となる。
ビィト（Beet）
声 - 木内レイコ
物語の主人公。辺境の地であるアンクルスの里で育ち、「暗黒の世紀」と呼ばれる厳しい時代にあっても正義を信じる少年で、大陸一のバスター、ゼノン戦士団にあこがれバスターの契約をする。同戦士団と魔人ベルトーゼの戦いに自身の不注意で巻き込まれて瀕死の重傷を負い、戦士団より生命力を込めた5つの「才牙（サイガ）」を託され一命をとりとめる。このとき初めて自分が戦士団のリーダー、ゼノンの実弟で、戦いを知らずに過ごしてほしいという兄の願いにより、物心がつくまえに里に預けられたことを知る。激闘の果てに行方不明となったゼノン戦士団の意思を継いで「暗黒の世紀を終わらせる男」になることを目指し、3年間の修行を経て、すべての魔人を倒すため旅に出る。
ゼノンより託された光の大剣「エクセリオンブレード」、ライオより託された炎の槍「バーニングランス」、クルスより託された水の盾「クラウンシールド」、アルサイドより託された風の銃「サイクロンガンナー」、ブルーザムより託された雷の斧「ボルティックアックス」という5つの才牙を具現化して扱うことができる。未熟ゆえ本来の持ち主のように使いこなすことはできないが、強敵との戦いのなかでその秘められた力に気づいて極めてゆくことになる。その一方で、本来は才牙の生成に不可欠であり、前提的に会得しているはずの天撃を苦手としており、最初は自分の手を燃やすことくらいしかできない。通常武器として自作の槍を使うが、何度も壊されてそのたびに作り直している。
3日間起きつづけ、そのあと丸1日寝るという特異な体質を持ち、時間が来るとところかまわず眠りについて決して起きないため、周囲に迷惑をかけることも多い。衣食住や金銭には無頓着で、魔物が闊歩する町の外での野宿を行なったり、野草や虫などを平然と食べたりする。修行時代は鑑定小屋でのレベルアップや換金も面倒になったという理由で途中からまったく行なっておらず、修行の旅を終えた際には本来28相当のレベル（LV）が11のままになっていた。
アニメ版では倒した魔人から手に入れた特殊なダイスを転がして行く先を決めるという行動が追加されており、このダイスは「パラダイスエイト」という名で商品化された。年齢は原作では明記されていないが、アニメ『冒険王ビィト エクセリオン』では12歳でバスターの契約をしたとされている。同作品では、12歳の少年リオンの言動に対して、ふだんとは異なりしばしば感情的になる場面がある。舞台となる天撃の町「シャンティーゴ」では天撃の達人であるシャンティーゴ四賢人のもとで修行を受け、才牙を通じて雷・水・風・火の天撃の奥義を放てるようになる。
エクセリオンBeブレード（エクセリオンビーブレード）
魔人バロンとの戦いのなかで、謎の人物「翼の騎士」の力を借りて復活したビィトが具現化する自分自身の才牙。当初はゼノンのエクセリオンブレードとまったく同じ外見であったため、ビィトはその正体に気付かず戦いつづけ、自分に宿った翼の騎士の助言を得てその真の姿を現す。これまでの戦いでゼノン戦士団から受け継いだ才牙を極めていった経験が蓄積されており、ゼノンのエクセリオンブレードよりも細身でありながら、ほかの4人の才牙の特性をも兼ね備え、目的に応じて自在に形を変えられる。これまでのような複数の才牙の併用はできないが、別形態への瞬時の変形が可能で、その特性を生かした戦法を編み出してゆくことになる。最初ビィトは「おれ自身のエクセリオンブレード」と呼ぶが、のちにゼノンの才牙と名前がかぶるからと「ビィトの頭文字」「第二の」「Being（成長し続けている）」というトリプル・ミーニングである「Be」が与えられる。この才牙に目覚めてからも、ビィトはゼノン戦士団から授かった5つの才牙をこれまでどおり具現化できる。

ポアラ（Poala）
声 - 前田愛
ビィトの幼なじみ。ビィトが修行の旅に出ていたあいだ、魔物に襲われ負傷した父親の薬代を稼ぐためにバスターとなり、アンクルスの里を守っていた。ビィトには「未来の嫁さん」と勝手に公言されている。ビィト戦士団の2人目となり、しばしば無鉄砲なビィトのフォローに回るが、人一倍の度胸をもち頭の切り替えも早く、強敵たちとの戦いを経てビィトも驚くほどの発想と行動力を見せるようになる。
旅立ちの時点では才牙を持たないが、武器や天撃をバランスよく扱う。装備武器は一対の短剣。黒の地平に旅立つ際に銃とナックルダスターの長所を併せ持つ武器「鉄甲銃（ガンアームド）」を新たに装備。天撃は火と水の属性をおもに扱う。火の天撃に関しては、のちに仲間になるキッスに、自分を上回ると言わしめる才能を秘めており、キッスの指摘を受けて敵の至近距離で放つという自分に合った撃ち方を見つけ出し、魔人グリニデとの戦闘中に天撃の奥義「バーストエンド」を会得する。魔人ガロニュート打倒後にはジャケットを一新する。このころから才牙の発動寸前にまで天力が高まり、魔人ヒスタリオが率いる勢力との戦いのなかで才牙の具現化に成功する。
アニメ版では珍獣「ピンキーベアタマリン」の子供を助け、「トト」と名づけて行動をともにする。ビィトのように虫を食べられないというエピソードが設けられ、食料が尽きかけたテルセロンの町を守る戦いで、空腹のため足手まといになったことへの反省から虫嫌いを克服する。『エクセリオン』では、最初から一貫してリオンに優しい態度で接しつづける。
ブレイズガンアーム
ポアラの才牙。ヒスタリオが放った巨体の魔人ビルディックとの戦いで危機に陥った際、翼の騎士の助言を得ることで初めてみずからの意思での具現化に成功する。右腕を覆って装着される巨大な腕のような形状の武器で、炎を吹き出しながらの強力な拳での攻撃に加え、手の甲に設けられた3つの砲口からは弾丸のような炎を発射する。さらに鋭い爪を相手に突き刺して体内で爆発させる奥義バーストエンドは、これまで以上の威力を発揮する。

キッス（Kiss）
声 - 久川綾
ビィトの修行時代の旧友。五属性すべての天撃の素養を持つ天才で、「世界一の天撃使い」になるという夢をもつ。
2年前にビィトと別れ、あこがれていたエリート戦士団に入るが、裏切られて捨て駒にされ、逆に魔人に勇気を認められ見逃されたことから人間不信になり、彷徨の果てに魔人グリニデに捕らえられてその知性を見込まれ、天撃を使うだけで作動する毒の腕輪をはめられて配下となり、古代遺跡の調査などに従事させられていた。グリニデの命令に逆らえず、再会したビィトを一度は騙して見殺しにするが、それでも自分を信じぬくビィトの言葉によって志を取り戻し、死を覚悟してグリニデ軍団に反旗を翻す。捨てるはずだった自身の命を当然のように救われ、ビィトを「超人」と呼んで劣等感にさいなまれるものの、3年前に自分がそうして強くなったように、一生ぶん泣けばキッスも「超人」になれるというビィトの言葉を受け、その胸を借りて号泣し、決意を新たにして仲間に加わる。
ふだんは気が弱く涙もろいところがあり、天才でありながら自分に自信が持てずにいる。しかし、仲間のために無我夢中になったときにはその天性の才能と明晰な頭脳が冴え渡る。それでも心の弱さはなかなか克服できず、しばしば落ち込んだり、情けない姿を見せたりするが、そのたびに必ず立ち直ってさらなる強さを発揮する。かなりの美男子で、女性に対してきざな態度を取りながらも本人に自覚はなく、自分に向けられる好意にはきわめて鈍感である。
魔人に協力したことでバスター協会から指名手配を受けており、グリニデ打倒後は罪を償うため仲間とともにグランシスタ王国へ向かうことになる。そこで国王のアルファによって自分から目を背ける癖があることを指摘され、自分を知ることの重要性を教わり、生涯をかけてビィト戦士団の一員として贖罪せよとの判決を受けてバスターに復帰する。
すべての属性の天撃を使えるだけでなく、通常天撃ならすべて同じ投げキッスの動作から光の矢のような形状にして撃てるため、着弾まで属性を判別できない。圧縮や増幅などの工夫をつねに行ない、本人の優秀な頭脳と合わせて強い力を発揮する。上位天撃も身につけており、切り札である水の天力を極限まで圧縮した「天青の氷結波（てんせいのひょうけつは）」は、貫通すれば敵の全身を瞬時に凍結させる威力をもつ。ガロニュート打倒後は、メダル型の飛び道具「光裂盤（ブラストサークル）」を通常武器として使いはじめる。この時点でも才牙の発現には至らずにいたが、のちにアルファの助言を受けて自分を見つめなおし、仲間の才牙よりも人間以外の能力に惹かれていたことに気づく。
アニメ版では原作よりも早く、グリニデ城の場面でフードをかぶって素顔を隠した「参謀」として登場する。『エクセリオン』では、天撃を嫌うリオンに対して自分の夢を打ち明け、天撃の素晴らしさを説く。
スレッド（Sled）
声 - 三浦祥朗
修行時代のビィトと行動をともにしていたバスター。実力は高く、ビィトとはライバルのような間柄だった。戦士団契約を結ばず単独で行動しているが、なりゆきや偶然でビィトたちと出会ったときは彼らに協力して戦う。
性格はクールな現実主義者で、理想論を語りバスターとして常識外れのビィトとはよく意見がぶつかるが、一方でビィトを非常に気にかけている。通常武器として刀槍（グレイブ）を扱い、風の天撃を得意とする。暗殺系武術の流れを汲んでおり、相手の不意をつき確実に急所を狙って仕留める熟練した戦法の使い手である。
魔人退治の旅に出たビィトとは、港町レドウで最初に再会する。危機に陥ったビィトを守るためベルトーゼに正面から挑んで重傷を負い、そのまま黙って別れる。仕事で訪れた工業都市ベカトルテではビィト戦士団と組んで魔人ガロニュートと戦う。この際キッスやミルファと知り合い、キッスのことは「ヒヨコ」呼ばわりするものの、戦いのなかでその実力を認め、信頼を置くようになる。
その後はふたたび別行動をとるが、魔人ヒスタリオの仲間となったゼノン戦士団のひとり、ライオの不意打ちを受け、ヒスタリオの片腕の魔物によってライオと同じく不死身に限りなく近い強化人間へと改造される。毒素に耐性をつける訓練を受けており麻酔が早く切れたため、自力で脱出してビィトに加勢する。ライオのように意識を操る義眼を埋め込まれていないため、血の色や痛覚は変わらず、傷の回復にも時間を要する。ヒスタリオ打倒後はビィトを心中で気にかけていたことを明かして互いに意地を張りあうのをやめ、正式にビィト戦士団の一員に加わる。
アニメ版の第49話では、ビィトたちと別行動をとるスレッドに焦点を当てたオリジナルエピソードが描かれている。『エクセリオン』には登場しない。
サイレントグレイブ
スレッドの才牙。風の天力で生成された、中央に握りがあり両端に刃のついたグレイブ。極限まで圧縮された透明な極薄の才牙であり、高い切れ味を有するとともに、視認が非常に困難。才牙は天力を極めたすえにたどり着く境地で、大きく力強い見た目となる傾向があり、その先入観を逆手に取った暗器として使用している。
のちに肉体を改造されると同時に才牙も黒く染まり、神業と形容されるほどの精密な動きで対象を斬り裂く能力を得る。これまでの透明性は失われるが、スレッドはその必要もないほど強くなったと推測する。

ミルファ（Milfa）
声 - 宍戸留美
バスターの本拠地「グランシスタ王国」に認められ、特別な権限を与えられた「ブロード・バスター (BB)」のひとり。初登場時のLVは41で、BBとしては新人とされるが、それでも並のバスターでは相手にならないほどの実力を有している。
手配中の窃盗犯であるグレスト・バドゥ組を逮捕するため、魔人グリニデの勢力圏「黒の地平」の滅びた町ムスリーを訪れたときに、ビィトたちと出会う。一度別れてからキッスが指名手配されていることに気づき、グリニデの死後、キッスを本国グランシスタに送る際の付き添いとしてビィト戦士団と行動をともにする。
性格は非常に明るく、登場するたびにポーズを決めながら「正義のスーパーヒロイン」「世紀のスーパーアイドル」などと自称する。ロマンティストでもあり、あこがれのバスターであるゼノンの面影をもつビィト、天撃の天才キッスという若く才能溢れるふたりのバスターとのめぐり合いを「運命の出会い」と感じ夢想に浸る。のちに魔人バロンとの戦いを経て、自分の弱さを受け入れながら強くなる決意を示したキッスに対し、本気で恋心を抱くようになる。
その正体は、グランシスタの王女「ミルファ・ド・グランシスタ」。ビィトたちはそれを知らないまま同行し、バロン撃退後にBBのガレルによって初めて知らされることになる。ヒスタリオ打倒後、スレッドとともに正式にビィト戦士団へと加入する。
戦闘スタイルは徒手空拳での近接格闘が主体。天力で生じる電磁力で手錠にもなる打撃武器「シルバーカフス」を通常武器として装備しており、おもにバスターを逮捕する際に用いる。雷の天撃を得意とし、通常は敵に直接落とす「天撃の落雷」をみずからに落として帯電状態となり、格闘戦の能力を向上させるという使い方もする。打撃や雷を無効化する敵とは相性が悪く、体がゴムでできた魔物「ラバーファイター」は天敵である。
アニメ版では原作より早く、第17話から第20話にかけて描かれるオリジナルエピソードにおいて、ビィトたちが黒の地平で最初に訪れるテルセロンの町で初登場し、のちにムスリーで再会という流れに変更されている。『エクセリオン』では、自分に課せられた使命から逃げているリオンに対して厳しい態度をとる。シャンティーゴ四賢人のひとりトンガのもとでは「雷の気持ち」を学び、帯電状態での高速移動が可能になる「電磁加速」を会得する。
ライボルトグラスパー
ミルファの才牙。雷の天力で生成された巨大な武器。ペンチのような先端部分の爪で敵を掴んで持ち上げたり、打撃で敵の体を粉砕したりする。先端部分を変形させ、地面に2本の脚を立てたのちに天力を発射して離れた位置の対象を捕獲する技もあるが、天力の消費が激しいために使用機会は限られる。
魔人ヒスタリオとの戦いでは、雷の天力を電磁力に変換して才牙を操るガレルの戦法を参考にして、先端部分を切り離し磁石のようにして自身の体ごと才牙本体を引き寄せたり、離れた敵を攻撃したりする技を新たに身につける。

### ゼノン戦士団
大陸一といわれる戦士団。アンクルスに現れた魔人ベルトーゼとの戦いに巻き込まれたビィトを救うために才牙を託し、行方不明となる。
ゼノン（Zenon）
声 - 緑川光
ゼノン戦士団を率いる大陸一のバスター。高い戦闘能力と統率力を兼ね備え、人望も厚い。その正体はビィトの実兄。ベルトーゼとの戦いでビィトに才牙を託したあと、仲間を守るためグランシスタ王に施された封印を解いて光になりながら一騎討ちをし、その後は行方不明となる。
エクセリオンブレード
ゼノンの才牙。光の天力で形成されている、鳥の翼のような形状の巨大な剣で、ベルトーゼが「戦ったことがある才牙のなかで、最強」と評するほどの強力な才牙。重力制御の能力があり、手にしたときには翼が生えたかのように身軽な動きが可能になる。
奥義は「ゼノンウィンザード」。相手に向かって飛び上がり、天力を込めた刃を振り下ろす。
実力ではいまだゼノンに届かないビィトが使ってもなお、鋼鉄をバターのように軽々と切り裂くことができ、並の魔人相手であれば充分な威力を発揮する。ゼノンウィンザードはビィトも独学で身につけるものの未完成で、ゼノンのそれとは大きく威力に差がある。のちに翼の騎士の教えから才牙の真髄を見いだし、強豪魔人ガロニュートとの戦いで決め手となる。

ライオ（Laio）
声 - 古川登志夫
ゼノン戦士団の切り込み隊長で、「一番槍のライオ」とも呼ばれる槍の達人。戦士団のなかではビィトともっとも親しく接してきた兄貴分と呼べる存在で、ビィトに槍の使い方を教える。ゼノンの台詞によれば、すぐに捨て鉢になるのが唯一の欠点。好きになる女性が毎回仲間のクルスに惚れるため、クルスの実力を認めつつ、見栄を張って助力を拒否することもある。
ベルトーゼとの戦いの果てに飛ばされた先で七ッ星魔人ヒスタリオに遭遇し、瀕死の状態でなお闘志を失わず啖呵を切ってみせたことで気に入られ、以前の記憶や人格、天力を残したままゾンビのようになってヒスタリオの「相棒」にされる。自身は死んでゾンビにされたものと思い込んできたが、実際はヒスタリオの片腕の魔物によって生きたまま強化人間へと改造されており、ヒスタリオの細胞から作られた義眼によって血液をどす黒く染められ、仲間意識を植え付けられた状態となっていた。迷いを克服したビィトとの槍対決で敗れたのち、自分と同じ改造を受けたスレッドに義眼を破壊されてビィトに味方するが、ヒスタリオが命の恩人であることと、ともに過ごした日々を忘れることはなく、最後に「相棒」と呼んで別れを告げる。長い眠りを経て意識を取り戻し、罪の意識にさいなまれるものの、再会したクルスによって生きる道を示される。
バーニングランス
ライオの才牙。火の天力で作られた槍。炎をまとわせた攻撃に加え、使い手の意志によって伸縮自在で、石突を刃に変化させて双頭の槍になることもできる。
ライオから槍を教わったビィトは、完全ではないものの最初からこれをほかの才牙よりも使いこなすことができる。

クルス（Cruss）
声 - 千葉進歩
ゼノン戦士団の頭脳。冷静沈着にして美形の男性で、盾を使って仲間を守ることに徹しているが、攻撃においてもライオがかなわないと認めるほどの実力を有する。幼いころのビィトに対してはあえて突き放した態度をとってきたものの、実際は自分の弟のように思っており、さりげなく助言を与えることもあった。
ベルトーゼとの戦いの果てに両腕をはじめ全身に深い傷を負い、工業都市ベカトルテに飛ばされ、すべての記憶を失ったまま領主メルマーデのもとで画家のカインとして暮らしていた。ガロニュートに人質として連れ去られ切り札とされるが、決戦時に記憶がよみがえり、救出後にベルトーゼとの戦いの一部始終と、ほかの戦士団メンバーが生存している可能性をビィトに語る。記憶をとりもどしてもクラウンシールドはもとに戻せず、正式にビィトに託す。ベカトルテの復興にともない、メルマーデとともに長距離飛行機でグランシスタへと到着する。
クラウンシールド
クルスの才牙。水の天力の加護を受けた鉄壁の防御力を有する盾で、ビィトは「世界最強の盾」と呼ぶ。水の天力を増幅させることで魔人の毒がもつ冥力を攻撃し体外に排出することもでき、鎖のついた鉄球に変形させて攻撃にも用いられる。
ゼノン戦士団全員の才牙を受け継いだビィトは、片手で扱えるバーニングランスやサイクロンガンナーとの同時装備もできる。分身体ベルトーゼとの戦いではクルスを思い出すことでこの才牙の真価を発揮し、勝利の切り札となる。

アルサイド（Alside）
声 - 三宅健太
ゼノン戦士団の狙撃手。寡黙で、ほとんど口を開かない。
サイクロンガンナー
アルサイドの才牙。風の天力で生成されている銃。最大6発までの弾を込めることができるが、空気を弾丸にしているため、空気のあるところなら実質無限に撃つことができる。銃口の下に伸びた刃は接近戦用の武器として使うこともできる。込められた弾を一度に開放する「全弾開放」に加え、銃口の刃が前方にせり出し、そこに弾を集中させて遠方の敵を正確に狙撃する「長距離攻撃」も可能。
ビィトは最初、一発しか弾を撃てずにいたが、魔人フラウスキーとの戦いで窮地に陥った際、才牙の仕組みを知り本来の使い方を身につけることになる。
アニメ『エクセリオン』では、ビィトが教わった天撃の奥義を放つ際にも長距離攻撃モードと同様の変形が行なわれる。

ブルーザム（Bluezam）
声 - 一条和矢
ゼノン戦士団の重鎮。戦斧の使い手で、戦士団のご意見番的存在でもある仮面の巨漢。
ボルティックアックス
ブルーザムの才牙。雷の天力より生成された巨大な斧。その威力は強大で、振り回すと真空の刃を飛ばす攻撃を繰り出すこともできる。石突の部分も刃になっており、斧の方の刃を外して鎌としても利用できる。
ビィトは具現化するのに12秒を要し、身体もブルーザムに比べて小さいため扱いきれず、魔人グリニデとの戦いで最後の手段として用いることになる。
刃中央部にある装飾が開き、周囲にいる者すべての生命力を吸い込むという奥の手がある。翼の騎士はこれを「魔技」と呼び、補助頭脳ザンガに支配された魔人バロンに対してビィトが使用した際には自身の力で制御できず、「まだこの能力は早い」と告げられる。その内部は何もない異空間へとつながっており、完全不死の魔人ヒスタリオとの戦いでは再度この力を解放して勝利する。ブルーザムも仲間とともに戦う際は気遣ってこの力を使うことはなかったという。

### 翼の騎士
翼の騎士（つばさのきし / Knight of wing）
強力な魔人との戦いの際に現れてビィトを見守り、助言、指導し、ときには手助けする謎の存在。仮面で素顔を隠しており、ビィトは声を聞いて最初はゼノンと認識するが、直接会った際には「遠くから響いてくる」ような不思議な声だと感じる。本来の持ち主とビィトにしか扱えないはずのゼノン戦士団の才牙をビィトよりも巧みに使いこなし、才牙の本質がバスターの「魂」であることをビィトに悟らせる。
通常武器は剣と拳銃。剣を篭手に装着して天力の弓を作り出し攻撃する。LVを聞かれても答えず、才牙も「今は」ないというが、魔人のなかでも最強クラスのバロンも認める実力の持ち主である。
荒野の国サンクミールで後述するミルファ戦士団とともにバロンと戦い、その途中で活動の制限を迎え、光の粒になって消えるが、動けないビィトに力を与えて復活させ、自分自身の才牙に目覚めさせるための助言を行なう。のちに魔人ヒスタリオたちとの戦いでビィトが危機に陥った際にふたたび出現する。
「翼の騎士」という呼称はキッスが初めて遭遇した際に散った羽根から連想して命名するもので、本人はその名を聞いたとき「好きに呼べ」と言う。

### ブロード・バスターとその弟子
カルロッサ
ミルファのおじで、現役ブロード・バスターの最高峰と言われるほどの凄腕。BB候補者の指導も行なっている。通常武器はミルファのシルバーカフスと同じデザインで、最高の硬度をもつゴールデンカフス。サンクミールの鑑定士の救援要請にこたえ、ミルファと現在の弟子サバラとウル、翼の騎士とともに「ミルファ戦士団」を結成して対バロン戦に参加する。のちにビィト自身の才牙に「エクセリオンBeブレード」の名をつける。
ヘヴンズスゥインガー
カルロッサの才牙。自身は「天を操る戦場の指揮棒（タクト）」と呼ぶ。その穂先中央の回転翼のような部分で空気を取り込み、穂先の切れ目から球状にして放出し、対象をこの球の塊の中に閉じ込め押し潰す。七ッ星魔人のバロンでさえも潰すことはできずとも完全に動きを封じ、「かなり優れた奥義」と評されるが、外部からの一斉攻撃が炸裂する瞬間に拘束力が弱まった隙を突かれて破られる。

サバラ
カルロッサの現在の弟子。かなりの巨漢で、通常武器は持っていない。
ブロッカーブロック
サバラの才牙。長い棒の先端に万力のようなものが付いた武器で、先端部分を使って爆発を起こす。

ウル
カルロッサの現在の弟子。短気な性格で、当初は素性がわからない翼の騎士に不信感をあらわにするが、戦いのなかでビィトを守る姿に心を動かされ、バロン撃退後はみずからビィトの指導を買って出て、師も気づかなかった指導者としての忍耐力を見せるようになる。通常は背中に背負うほどの巨大なブーメラン型の武器を使う。
ワイルドスライダー
ウルの才牙。大きなトンファー型で、天力のブーメランを形成して飛ばす射出武器として使う。

ガレル
カルロッサの弟子のひとりで、戦闘においてはすでに師を凌ぐ実力をもつ本国最強のブロード・バスター。魔人に滅ぼされたロナウムの街における唯一の生存者。グランシスタ王女のミルファを慕っており、かつてミルファがビィトへの憧れを口にしていたことから、ふたりの仲を誤解し、彼女を独占させまいとビィトに決闘を挑む。最初こそ経験の差で圧倒するが、戦いのなかで急速に成長を遂げるビィトとは痛み分けに終わり、新人相手に不覚をとったことを恥じてみずから敗北を認め、のちに自分の誤解を知りビィトと和解する。
トライア・フェンサーズ
ガレルの才牙。柄の両側に刃がついた3本の剣で、ガレルが得意とする雷の天力を変換した電磁力により組み合わせ、ガレル自身のたゆまぬ努力と百戦錬磨の経験により遠近・攻防自在の動きを可能にする。
奥義は「不動電雷陣（ふどうでんらいじん）」。触れただけでも動きを封じられる電撃を放つ2本の剣を飛ばす攻撃で、かわされたとしても手にしたもう1本の剣で斬りかかることができ、飛ばした剣をそのまま引き戻すことも可能。

モシェロ
ガレルの相棒のバスター。フードをかぶり、眼鏡をかけた小柄な女性。天才発明家でもあり、滑走路がいらない「特殊飛行艇」や、バスターどうしを繋いで意識のみを宝玉内に閉じ込め、殺さずに全力で決闘を行なうための道具「魂の闘鎖」といった品々を開発した。グランシスタでは自身の私物である偵察・伝令用の機械鳥「ポッポ」を15機配備しており、「ポッポ5号」は魔物ペンバリーと同じように見たものをスケッチして伝えることができる。
ジェノサイドボール
モシェロの才牙。見た目は大きな球で、敵の群れに蹴り込むと球の内側からいくつもの砲口がせり出し、「皆殺しの球」の名が示すように周囲にいるものすべてを焼き払う。攻撃の範囲内で安全なのは球の上だけだが、モシェロ自身を含めて2人しか乗れないため、ほかに味方がいる場合は速やかに退避させる必要がある。

### グランシスタ王国
アルファ・ド・グランシスタ
グランシスタ国王。バスター協会をまとめあげる存在で、「暗黒の世紀を終わらせる男になる」と最初に言い出した人物である。かつては戦場でも無敵の英雄であったが、加齢とともに激しい感情に襲われると気を失い、才牙が暴走するようになったため、一線を退いたという。
王妃を亡くし唯一の後継者となった娘のミルファが、信頼するゼノンの弟であるビィトを婿に迎えるものと期待していたが、実際はキッスに恋心を抱くようになったことを知りショックを受ける。人の本質を見抜く力があり、自身の深層心理を反映した才牙が心の脆弱さを見抜いて「終身刑」としたキッスに最初は好感を抱かず、投獄を決める。のちにキッスの隠れた本性を知り見直すが、ミルファに対する煮えきらない態度にはいら立ちを覚える。ヒスタリオ打倒後はキッスの心と実力を自身で見極めて強くなるための道筋を示し、「ビィト戦士団への終身刑」という判決を下す。
LVは上限とされる50に達しており、才牙の問題がなければ現役バスター以上の実力を有する。巨大な雷の弾を投げつける天撃の奥義「天烈の雷球弾（てんれつのらいきゅうだん）」を会得している。キッスは初見でこの奥義を防ぎ、その後の戦いでみずから再現する。
ジャッジメント・オールハンマー
アルファの才牙。自身の深層心理を宿した巨大なハンマーで、言葉を話し、持ち主の意識がない状態でも戦いつづける。

### その他のバスター
鑑定士
声 - 京田尚子（アンクルスほか）、丸山詠二（レドウ）、ほか
各地の鑑定小屋でバスターの契約、鑑定、情報提供などを行なう人物。もともとはバスターで、年老いてはいるが天撃の達人である。
アニメ版ではオリジナルの鑑定士が複数登場するが、女性の鑑定士はアニメ『冒険王ビィト』第7話、第8話に登場する鑑定士（達依久子）を除き、すべて京田尚子が演じている。
ゴラン戦士団
声 - 今村直樹（ゴラン）、斉木美帆（女バスター）
黒の地平に存在する強固な王国トロワナに常駐する戦士団。リーダーで強面の巨漢ゴラン、相棒の女性バスター、シバなどで構成される。グリニデ軍団の実力を恐れ、トロワナ内に入り込んだ魔物を退治する仕事だけを受けており、協力してグリニデと戦おうというビィトの提案も拒否する。『冒険王ビィト グランドアドベンチャー』の記述では、のちにビィトがグリニデを倒すと積極的にトロワナの町の外へも討って出て、周辺の魔物退治を行ないはじめたとされる。
アニメ版ではシバ（女バスターと表記）の役割が異なり、原作における周囲の男性バスターと同様の台詞を発する。グリニデの死後、ビィトたちと協力して魔物退治を行なうオリジナルエピソードがあり、ゴランは氷の才牙を使う場面がある。
ゲーム『冒険王ビィト バスターズロード』ではゴランとシバが仲間にできるキャラクターとして登場する。ゴランの才牙は「クリスタルブロッカー」と名づけられている。
グレスト・バドゥ組
声 - 檜山修之（グレスト）、西脇保（バドゥ）
窃盗犯としてバスター協会から指名手配されていた二人組のバスター。グレストは才牙「レッドヴァンソード」を使う。ムスリーでミルファに逮捕される。
アニメ版では生き残ったムスリーの民から金品を巻き上げようとしたうえに火事場泥棒を行ない、それに怒ったビィトたちと戦うという行動が追加されている。
ゲーム『冒険王ビィト バスターズロード』では仲間にできるキャラクターとして登場する。
アーク戦士団
工業都市ベカトルテに駐留し、警護をしている総勢10名の戦士団。バスターズ・ジャケットにはベカトルテ特有の歯車の意匠が施されている。リーダーのアークはレベル40のベテランバスター。かなりの博識とされ、円形の才牙フルムーンシャウトを使う。メンバーには天撃が得意で、ミルファを先輩と呼ぶシグサ、銃を使う副官的存在のレンドなどがいる。ガロニュートとの戦闘でアークを含む多くのメンバーが重傷を負う。
ゲーム『冒険王ビィト ヴァンデル バーサス バスターズ』では、仲間にできるキャラクターとして登場する。

## 一般人
バスターの契約をしていない人間。
ポアラの両親
声 - 宇垣秀成（父親）、泉久実子（母親）
アンクルスで宿屋を営む夫婦。ゼノンから預かったビィトをポアラとともに育てた。父親はビィトが修行の旅に出ているあいだ、魔人ムガインが放った魔物「泥トカゲ」に腕をやられており、ポアラがバスターになるきっかけとなった。『冒険王ビィト グランドアドベンチャー』では父親はロンゴ、母親はライラと名づけられている。
アルフォード
声 - 麻生智久
トロワナの兵士。同僚とともに魔人ベンチュラの魔物に操られていたところをビィトに助けられ、その礼に妻の手料理をふるまうことを約束するが、トロワナの門の前でビィトを倒すために待ち構えていた魔人フラウスキーに理由もなく狙撃され、命を落とす。これによりビィトは自分の弱さに直面し、打倒フラウスキーに執念を燃やすことになる。
アニメ版では原作における同僚の台詞の多くがアルフォードのものになっており、フラウスキーに撃たれる箇所が額から胸に変更されている。また、原作において台詞でのみ言及されていた妻（声 - 吉原ナツキ）に加え、娘も登場する。
ガントリィ
ベカトルテの年老いた飛行機乗り。「ボイン」に目がなく、ミルファの色仕掛けに騙されて危険な海を渡り「黒の地平」側の大陸まで迎えに来る。「ボイン」以上に「熱い男」に弱いといい、追手の魔人を倒したビィトに惚れ込み、一行をベカトルテまで運ぶ。
メルマーデ
ベカトルテの領主。行政が崩壊したため、国一番の資産家がそのまま領主を兼ねている。傷付き記憶を失ったクルスを介抱し、カインと名付けた。ゼノン戦士団の一員であると薄々気づきながらもクルスに惚れており、クルスがふたたび傷つくのを恐れてビィトを屋敷から追い出すが、町の危機に際して私情に流されたことを反省し、ポアラに事情を打ち明ける。ベカトルテの復興後、クルスとともにグランシスタへと渡る。
ガラ
サンクミールの少女。たくましく陽気にふるまい、ビィトにアプローチするが断られ、次にキッスを気にかけるようになる。かつて魔人に母親を目のまえで殺されたうえに、大きくなったら同じように殺すと予告されて恐怖で毎晩泣いていたが、あるとき幻のような母親の姿を見てから、小さな勇気をもらえるように祈りつづけて恐怖を克服した過去をもつ。その姿はバロンから逃亡して心が折れていたキッスに、立ち上がる勇気を与える。
コルビオ
ガラの父。娘と同じくパワフルな性格。長距離飛行機でビィトたちをグランシスタに運ぶ。

## 魔人（ヴァンデル）
ある日突然地上に現れ、人間社会を蹂躙しつづける存在。強靭な肉体をもち、大地の邪悪なエネルギー「冥力」を操る。名前の前についているのは「異名（二つ名）」である。

### 七ッ星魔人
魔人の最高位、八輝星にもっとも近いのが七ッ星魔人である。ここまで到達できる実力の持ち主はごくわずかで、人間たちのあいだでは伝説的な存在として恐れられる。
ビィト戦士団が七ッ星のひとりグリニデを倒したことにより、魔人たちの拠点である魔賓館の館長シャギーはゼノンの実弟であるビィトが兄と同様の力を秘めていると見て、ビィトを倒せば無条件に「星」ひとつを与えるという知らせを全世界の七ッ星魔人に届ける。つまり八輝星になれるという通常では考えられない破格の条件が提示されたことで、七ッ星魔人どうしの争いを回避するという名目で、ベカトルテ近海の城に一同が集められ、順番を決めてひとりずつビィト抹殺を狙うことになる。前の順番の魔人が生存している状態でビィトを倒すと「協力」とみなされ、星は授与されない。
過去にはゼノン戦士団に対しても同様に星ひとつが懸けられたことがあり、第1話における戦いは、ベルトーゼが当時五ッ星でありながら七ッ星魔人たちを差し置いてゼノン戦士団を襲撃したものである。このときはゼノン戦士団の生死が不明となり、ベルトーゼに星は授与されていない。
惨劇の王者 ベルトーゼ（さんげきのおうじゃ ベルトーゼ / Beltorze）
声 - 石塚運昇
魔人のなかでもトップクラスの実力を有する強豪。群を抜いた闘争心の持ち主で、人間、魔人を問わず強い相手と戦うことを至上の喜びとする。黒い炎の冥力を全身にまとわせた状態での格闘戦に加え、莫大な冥力を駆使した強力な冥撃や魔奥義を扱い、相手の弱点や技の特徴を瞬時に看破する卓越した戦闘センスをあわせもつ。使役する魔物は少数精鋭主義とされ、戦闘能力を強化した腹心魔物のハザンを従えている。
五ッ星時代にゼノン戦士団と戦い、全冥力を使って壊滅状態に追い込む。このとき、ひとつめの星に冥力を封印して体内に込めておく高等修練法「星呑み」を使っており、これを解除することで冥力を回復する。自身に施された封印を解いたゼノンに対してみずからも肉体を燃焼させて冥力を増大し、限界を超えた死闘を繰り広げるものの、何者かの邪魔によって決着はつかずに終わる。
その後は3年間で七ッ星にまで昇格する。友人の七ッ星魔人ノアが造った分身体（ファントム）を使っており、本体に比べてはるかに力が劣るにもかかわらず、五ッ星から六ッ星にも相当する実力を発揮する。グリニデと戦うためにレドウを訪れたところ偶然ビィトと再会し、圧倒的な力で攻めるが、クルスの助言を思い出し、クラウンシールドを武器に選んだビィトの機転によって敗北する。その後も本体はキューロック山脈の居城に座して動かず、静かにビィトと戦える日を心待ちにする。
ビィト抹殺は四番手となる。
ファントムストローク / ファントムエクスプロージョン
ベルトーゼの魔奥義。黒い炎の冥力を込めた拳から放たれる強力な一撃と、それを全身から無数に放つ技。

深緑の智将 グリニデ（しんりょくのちしょう グリニデ / Grinide）
声 - 大友龍三郎
知性派を自認し、策謀を好む魔人。みずからが放った魔物が発する黒煙により日光が遮られ黒く染まった大地「黒の地平」を勢力圏とする。初登場時は六ッ星だが、計画的な侵略により黒の地平の人口を十分の一に減らした功績から七ッ星に昇格する。力をむやみに誇示したりする粗暴な魔人を嫌い、とりわけその筆頭格であるベルトーゼを敵視している。安価かつ繁殖力に優れた「樹の章」の魔物を使って広大な土地を侵略し、腹心魔物としてダンゴールを従えている。さらにフラウスキー、ベンチュラ、ロズゴートの三魔人と人間であるキッスをも配下に加えており、それぞれに逆らえば猛毒を注入される仕掛けの腕輪を忠誠の証として身に着けさせている。
知性的な言動を取ろうとつねに努めているが、本性は知性派とはかけ離れた、非常に怒りやすく暴力的な性格の持ち主。精神安定作用のある秘草トラキラを液化したものに浸かり、深緑の外皮を形成することによって精神を安定させているが、その状態でさえ一度逆上すると、誰にも止めることができない勢いで暴れる。自身はその暴力的な本性を嫌っており、グリニデが嫌う暴れることしか頭にない魔人の典型とは自分自身のことで、「深緑の智将」という異名も「血塗られた獣（ちぬられたけだもの）」という本来の異名を嫌ったグリニデが自分で広めたものである。怒りをおぼえると額の角が伸び、限界を超えたとき、精神を安定させるための深緑の外皮が剥がれ、本来の姿である昆虫のような身体が現れる。魔人としての力の真価は冥力全てを身体強化に使用することによる圧倒的な防御力と攻撃力であり、その暴力的な性格により凄まじい破壊力を発揮する。
数々の智謀による功績を立て、キッスに古代魔人の遺跡を調査させることで、やがては魔賓館に頼らずにみずから魔物を生産し、さらに領土を拡げ八輝星に到達することを企てていたが、配下の魔人を次々にビィト戦士団に倒され、キッスにも反逆されたあげく、ビィトに「おまえ」呼ばわりされたことがとどめとなって烈火のごとく怒り狂い、血塗られた獣の本性を現す。激闘のすえ、ビィト戦士団の反撃によって冥力制御器官である角を折られ、死と同時に生じる冥力の暴走による大爆発の寸前に理性を取り戻し息絶える。
怒剛烈波（どごうれっぱ）
グリニデの魔奥義。冥力によって強化された全身の筋肉を高速振動させ衝撃波の壁を放ち、周囲全域を根こそぎ薙ぎ払う。

不動巨人 ガロニュート（ふどうきょじん ガロニュート / Gallonute）
西方の砂漠地帯を主戦場とする七ッ星魔人。巨体で動きは鈍重だが、両腕に堅牢な盾を持ち、重力を操る魔奥義で周囲の敵の動きを封じる。その外見的な印象とは裏腹に子供じみた口調の卑劣な性格で、ぬか喜びを嫌ってつねに周到な策を立てる。体内のブロックにはほかの魔人から奪った魔物が大量に収納されており、魔人界でも一、二を争う嫌われ者となっている。圧倒的に優位な状況から敗者の絶望する顔を眺めることに最高の愉悦を感じており、これまで苦戦を経験したことがなく、いかなるときも遊び心を捨てられない。
ベカトルテ近海のマニヨン島に集められた七ッ星魔人たちのなかで、ビィト抹殺の順番をカードで決める提案を行い、不正を仕込んで一番手を得る。ビィトたちをゲームの駒に見立て、すべての魔札と魔物を投じた罠を仕掛けたマニヨン島にクルスを人質にしておびき寄せ勝利を確信するものの、キッスの機転により失敗に終わる。ぬか喜びをさせられたことに怒り、体内の重いブロックをすべて排出して、これまでとはうって変わった俊敏な動きでビィトたちを圧倒するが、途中で遊び心を見せたために隙を突かれ敗北する。死の間際、七ッ星のロディーナによって自分自身がゲームの駒としてもてあそばれていたという事実を告げられ、顔面を踏み砕かれる。
超重領域（グラビ・ゾーン）
ガロニュートの魔奥義。冥力により、周囲に重圧をかけて相手の動きを封じる。

天空王 バロン（てんくうおう バロン / Baron）
声 - 田中秀幸
飛行能力を持ち、ベルトーゼと並ぶ武闘派魔人の筆頭格とされる七ッ星魔人。強力な魔奥義を使いこなし、肉弾戦の技量も高い。その人格は高潔そのもので、正々堂々とした戦いを好むことから、かつてバロンと戦い敗れた人間の戦士が死に際に「卿（サー）」という人間世界の称号でたたえたという逸話があり、それを面白がった魔人たちのあいだでも「バロン卿（サー・バロン）」と呼ばれている。グリニデも、バロンには美学と知性が感じられるとして一目置き、「別格」と評する。魔人どうしの争いや星の獲得には興味を示さず、強い人間と戦うことのみを好み、とくに将来有望と見た相手にはとどめを刺さず、再戦を期待して助命することも多い。過去にもキッスを捨て駒にして逃走を図ったバスターたちの命を奪いながら、その一方で仲間のために自分に立ち向かってきたキッスの勇気を認め、その命を救っており、のちの生き方に多大な影響を及ぼしている。
ただし、月に一度の「赤い月の夜」にはバロンの人格が眠りに入り、補助頭脳「ザンガ」がその肉体を支配する。バロンの頭部に宿り、強大な力を発揮する肉体を制御する存在で、バロンとは正反対の残忍な性格の持ち主。バロンは仮面をかぶり、ザンガの存在そのものを隠している。バロンの「知恵袋」「育ての親」を自称し「坊や（ボーイ）」と呼ぶが、バロン自身はザンガの「親心」のようなものを認識しつつ、それを疎ましく思っている。バロンの肉体から離れては生きられず、それゆえにバロンを最強の魔人にすることだけを生きがいとしており、欲を持たないバロンの代わりに大暴れして星を稼ぎ、サンクミールに「赤い月の夜」は外に出てはならないという伝説を生み出した。ただし、純粋な戦闘技量ではバロンには及ばない。
ビィト抹殺の二番手となり、サンクミールに立ち寄っていたビィトを桁違いの実力で圧倒し、その将来性を見込んで見逃そうとするが、三番手のヒスタリオが自分の順番を得ようと介入してきたために「赤い月の夜」を迎え、ザンガに肉体を明け渡すことになる。ザンガはみずからビィトを始末しようとするが、解き放たれたボルティックアックスの「魔技」のまえに撤退を余儀なくされ、その力に恐怖し、バロンに一度だけ流儀を曲げ、今すぐビィトを殺すように懇願する。肉体の激しい損傷から自身の慢心と甘さを悟ったバロンは、その頼みを受けて動けないビィトの抹殺に向かう。
しかし、復活を遂げ、さらなる成長を見せるビィトとキッスを前にしてふたたび戦士としての心が目覚め、敗れても本望という心境に至ったため、見かねたザンガはバロンの精神を完全に消し去り自分だけが生き残ると称して肉体を乗っ取る。激闘の果てに、ザンガは最終奥義に頼りすぎたことが仇となってビィト自身の才牙に敗れ、バロンから離れてビィトに襲いかかったところで、目覚めたポアラにとどめを刺される。じつは自分の身を犠牲にしてバロンを生かそうとしていたザンガは、その真意を見抜いていたビィトに、バロンとの決着を委ねて絶命する。ビィトからザンガの最期と本心について知らされたバロンは、自分のためにザンガが与えた武勲である星をすべて引き剥がし、新たな道を探すべく旅立つ。
天烈掌（てんれつしょう）
バロンの技。手のひらから光とともに衝撃を放つ。相手の実力を試す一撃であるが、急所に当たれば即死は免れない。
ミーティアルシャイン
天烈掌を上回る、バロンの魔奥義。多数の「冥光球」と呼ばれる冥力の塊を操り、流星（ミーティア）のごとく降り注がせる。
ミーティアルウイング
バロンの最後の奥義。背中に広げられた6枚の光り輝く羽が強靭で鋭い冥力の刃となり、あらかじめ命令された対象を滅ぼすまで自動追尾し、さらに状況に応じて爆発も起こす。バロンみずからが振るう剣としても形を変えられる。

凶刃 ヒスタリオ（きょうじん ヒスタリオ / Hystario）
完全不死の肉体を持つ七ッ星魔人。ふだんは寡黙で、手にしたリュート状の楽器で陰気なメロディを奏でる。自分の骨を武器に変えることができ、楽器には骨で作られた剣が仕込まれている。どれほど肉体を破壊され、粉々になっても大地の冥力があるかぎり何度でも再生し、失った星すらも復元できる。通常は再生に時間がかかるが、冥力を大きく注ぎこむことで瞬時の再生も可能になる。また、殺した相手をゾンビとしてよみがえらせ、自身の配下とする能力も持つ。こうした能力から「対人間」においてはもっとも恐ろしい魔人だといわれ、力押しよりも自身の特性を知りぬいた狡猾で臨機応変な戦いを得意とする。登場する魔人のなかでは唯一、一人称が「オレ」ではなく「俺（オレ）」と表記される。
ビィト抹殺は三番手となる。自他ともに認める気の短い性格で、バロンを殺して自分の順番を得ようと執拗に迫るが、「赤い月の夜」を迎えバロンの肉体を支配したザンガによって全身を裂かれる。
バロンの敗退後、自身のバロンに対する行動を制止してきたノアを、自分と同じ「はぐれ者」とみなして景気づけに酒を酌み交わし、その異名とは裏腹に本来は好戦的な性格ではなく、最初はただ「友達」を欲していたことを明かす。不死の肉体を利用して勝ちつづけ、ゾンビ化して覇気を失った魔人たちを手下に加えては使い潰してきたが、孤独感を埋めることはできず、人間に目をつけるようになったと語る。記憶や人格を残したまま自分に従うようになったライオを一番の相棒と呼び、ともにグランシスタの城下町を襲撃し、ビィトをも「友達」に加えようとする。
空中や水中の移動も可能な万能船デストリューン号、通称「骸の幽霊船」を所有しており、船医として片腕の魔物「ドクター・ギリリ」を従えている。ヒスタリオの肉体はギリリに強化改造を施されており、ライオの変化も本来のゾンビ化能力によるものとは異なり、自身の細胞を利用したギリリの改造手術によるものである。
不死ゆえの空虚を抱えた自身の心を癒す存在であったライオを奪還されると、幽霊船を暴走させ、ビィトたちを皆殺しにしてすべてを最初からやり直そうとする。簡単に死ぬ命だからこそ必死になるのだというビィトの目を見て、自身がライオに惹かれた理由を知るが、ビィトと正気を取り戻したライオによって、ボルティックアックスの生命力を吸収する穴へと押し込まれ、大地の冥力が届かず破壊された体の再生もできないまま、虚無の空間を孤独に漂いつづけることになる。
牙流転生（がりゅうてんせい）
ヒスタリオの魔奥義。自身の骨で作られた剣を楽器の鞘に収め、居合い抜きを行う。その刃は変幻自在で、繰り出すたびに攻撃が変わるため誰にも見切れないという。星がだめになりそうという理由でビィトたちと戦うまで使ったことがなかったが、この魔奥義を自分自身にかけることにより、完全不死のうえにあらゆる攻撃を弾く強靭な肉体へと変貌する。

魔人博士 ノア（まじんはかせ ノア / Noa）
声 - 堀内賢雄
「魔」と「人」双方の研究を極め尽くしたことから「魔人博士」と称される七ッ星魔人。戦うために生まれたはずの魔人であるにもかかわらず争い事を嫌っており、しばしばその実力を侮られ、自分に降り掛かった火の粉を払っていたらいつの間にか七ッ星になっていたと語る。性格が正反対のベルトーゼとは友人どうしであり、ベルトーゼの分身体もみずからの手で造っている。これを倒したビィトに興味を抱き、グリニデとの戦いで起こした奇跡を目の当たりにして「驚異の逸材」と評価する。
ビィト抹殺は棄権し、動けないベルトーゼの代わりにカードを引く。ビィト戦士団と七ッ星魔人の戦いは傍観に徹しつつも、完全無欠に見えたバロンの隠された素顔を目撃し、あまりに多種多様な存在である魔人とは何かという疑問を抱きはじめる。魔人の世界における「はぐれ者」として縁のできたヒスタリオの戦いも最後まで見届けるが、同族の敗北を嬉しそうに語るシャギーに対する疑念が確信に変わり、魔賓館と袂を分かって独自に行動を始める。
魔賓館を目指してキューロック山脈を訪れたビィト戦士団の前に現れ、ビィトを殺すと告げてまたたく間に戦士団を壊滅状態に追い込むが、これはビィトを見極めるために必要な行動だったと述べ、自分をビィト戦士団に加入させてほしいと依頼する。
その能力は、光のような速さで動いて攻撃を仕掛けているように認識されるが、実際は自分以外の世界に干渉して相手を自身のもとに光のような速さで引き寄せ、カウンター攻撃を加えるというものである。
小悪魔 ロディーナ（こあくま ロディーナ / Rodina）
七ッ星魔人。人間の女性のような姿をしており、物腰も柔らかいが、ときおり残酷な面を覗かせる。獰猛な魔物マーグチンのシンシアをペットとしてつねに抱いており、シャギーとは若干デザインの異なる地脈の扉を持つ。キッスを「人生を多くの魔人に左右される」と称し、興味を持つ。
マニヨン島に七ッ星魔人たちを集め、ガロニュートのカードにさらに細工をすることでビィト抹殺の順番を決めるが、みずからは最後となる五番手を選ぶ。
ミスティサークレイ
ロディーナの特殊能力。印をつけた場所へ自分自身を含め自由に転送することができる。

### 六ッ星以下の魔人
死人沼の策士 ムガイン（しびとぬまのさくし ムガイン / Mugain）
声 - 稲葉実
アンクルス付近の「死人沼」に居城を構え、里の攻略をもくろむ泥の塊のような姿の二ッ星魔人。策謀を好み、物事が計算どおりに運ばないことをもっとも嫌う。魔物を大量に展開して侵略するタイプの魔人であるが、繁殖力に劣る「沼の章」の魔物を使用しているため、侵略範囲はグリニデにははるかに及ばない。戦闘時は沼の水を刃に変化させ腕に巻きつける。また、腹部から同じような刃を数枚出して高速で回転させ、敵の体を切断する技も持っている。死人沼でビィトに敗れたのち配下の魔物を喰って復活し、アンクルス前で再戦して一度は優位に立つものの、駆けつけたポアラの助力によって窮地を脱したビィトのクラウンシールドに敗れ消滅する。
『冒険王ビィト グランドアドベンチャー』の記述によれば、三ッ星への昇格が内定していたとされている。
金色の博徒 キャンバル（こんじきのばくと キャンバル / Canval）
声 - 私市淳
五ッ星魔人。キューロック山脈のふもとが主戦場で、知略派ながら賭け事を何よりも好む。ベルトーゼと賭けをして負け、城を奪われたうえに命まで奪われる。
アニメ版ではこの場面は描かれず、原作において魔賓館でグリニデの本性と実力を知らずに侮辱し、肩を砕かれる四ッ星魔人ライリーと同様の役回りを演じる。その後、魔札貸しの魔人ガネールからの借金を帳消しにする代わりに賭け事仲間のヤギールとともにビィトと戦い、途中参戦したバスター、ジークの奥義によって倒される。
原作では一人称は「ボク」だが、アニメ版ではライリー同様「オレ」で、口調も粗野なものとなっている。原作では腕に仕込まれた剣、アニメ版では上位冥撃を含む火の冥撃を扱う。
鮮烈の紅弾 フラウスキー（せんれつのこうだん フラウスキー / Flowsky）
声 - 古川登志夫
グリニデ配下の五ッ星魔人。殺し屋として強いバスターの抹殺を命じられている。花の特徴を備えた魔人で、全身が生体武器になっており、左腕をもぎ取って変化した銃と、もぎ取ったあとの穴から飛び出す榴弾が主力武器。体内を自在に移動する種の形をした本体が破壊されなければ肉体をいくら破壊されても死なず、何度でも再生することができるため、不死身の魔人と呼ばれている。冷徹に標的を仕留め、無関係の人間の命すら理由もなく奪う一方で、動物や人間の幼い子供などの小さく弱い生物が大好きで、それらに対しては非常に優しい。
グリニデからビィト抹殺を命じられ、自身の特殊能力を駆使して遠距離攻撃が苦手なビィトを幾度にもわたり苦しめるが、最終的にサイクロンガンナーの使用方法に気づいたビィトに完敗し、その力を認めながら燃え尽き消滅する。
クリムゾンブラッダー
フラウスキーの技。とげ状に変化した無数の頭髪を高速射出する。

黒蜘蛛 ベンチュラ（くろぐも ベンチュラ / Ventura）
声 - 津久井教生
グリニデ配下の三ッ星魔人。偵察役を任されている。クモのような特徴を持ち、6本の手と2本の足から粘液質の糸を出す能力があり、移動や敵の捕縛に用いる。グリニデに捕らえられて無理やり毒の腕輪をはめられた魔人で、三ッ星にしても非力で小心者だが、虚栄心だけは誰よりも強く、分不相応な手柄を立てようとしては失態を演じ、グリニデやロズゴートに叱責される。最後はビィトに倒されたフラウスキーを救い出して恩を売ろうとしたところを、サイクロンガンナーの長距離攻撃モードでフラウスキーの中枢ごと心臓を撃ち抜かれて死亡する。
アニメ版ではテルセロンの町を舞台とするオリジナルエピソードで、原作よりも早くビィトたちと遭遇する。原作における初遭遇は、オリジナルエピソードにおける自身の失態を糊塗するためのものになっている。
闇軍師 ロズゴート（やみぐんし ロズゴート / Rosgoat）
声 - 草尾毅
グリニデ配下の五ッ星魔人。フードで素顔を隠しており、グリニデの片腕として魔物の指揮も任されている。ドクガのような特徴を持っており、身体からさまざまな性質の鱗粉を放つ能力がある。優れた冥撃使いでもあり、上位冥撃である業火の冥撃流を最強の攻撃技（最終冥撃）としている。
かつてグリニデが部下に誘いに来た際、みずからが発した「おまえ」という一言によって逆上したグリニデに左眼を潰され、城や配下の魔物もすべて叩き潰される。その事件がきっかけで力こそがすべてであり、より大きな力に服従することが世の道理であると悟り、グリニデへの心からの忠誠に目覚める。
フラウスキーとの戦いで消耗したビィトたちの前に現れ、魔奥義イリュージョンミストを使って抹殺を図るが、途中から命を捨てて反旗を翻し参戦したキッスに圧倒され、最後はビィトとの連携攻撃により放たれた天青の氷結波を受け、みずからの信じる道理に反した行動をとる人間に疑問を抱きながら、凍結した全身が崩壊し最期を迎える。
アニメ版ではロズゴート戦が4話にわたって描かれ、原作にはない台詞や回想シーンなどが追加されている。その後のオリジナルエピソードには腹心魔物の「バットン」も登場する。
イリュージョンミスト
ロズゴートの魔奥義。毒鱗粉を周囲に放ち、バスターの天力を封じ、毒に侵す。鱗粉を集めて防御にも用いる。ロズゴートはこの魔奥義を三ッ星の時点で編み出したとされ、技の原理が不明であることから、卓越した指揮能力ともあわさって人間たちにより「闇軍師」の異名がつけられたという。

鋼鉄の牙 バレアス（こうてつのきば バレアス / Valleyous）
自称ベカトルテ近海最強の五ッ星魔人。サメのような特徴を持った鉄を好物として食べる魔人であり、鉄を食べることで体内で武器にして取り出すことができる。ガントリィの飛行機を狙って黒の地平側に現れた際にビィトと遭遇し、敗走しようとして瀕死の重傷を負うが、生き延びるために星を捨ててガロニュートの配下となり、体内のブロックに吸収される。のちにガロニュートの命令でベカトルテを襲い、スレッドに倒される。
オーシャンズエンペラー
バレアスの武器生成能力によって造り出される、巨大な魚の骨のような形状の剣。まったく活躍することなく、出した瞬間ビィトに根元から折られる。

鋼鉄の角 エルダー（こうてつのつの エルダー / Elder）
自称ベカトルテ近海最強の五ッ星魔人。油を好物として飲む魔人であるが、バレアスとは仲が悪かったとされる。管状の口から冥撃や、冥力を込めた粘液を吐き出す。アーク戦士団と組んだビィトたちに倒され重傷を負い、逃走した先で遭遇したガロニュートの配下となる。バレアス同様星を失うが、具体的な経緯は描かれていない。のちにバレアスとともにベカトルテを襲い、スレッドに倒される。
鋼鉄の爪 ディアム（こうてつのつめ ディアム / Dium）
自称ベカトルテ近海最強の五ッ星魔人。サンゴのような特徴を持ち、鉄を好物として食べる魔人である。マニヨン島に居城を構え、防御を固めて漁夫の利を画策していたが、抜け駆けでビィトを倒そうとしてロディーナの「ミスティサークレイ」によって突然飛ばされてきたガロニュートに問答無用で殴り殺され、城を奪われる。
上記3名以外にもベカトルテ近海には「近海最強」「鋼鉄の - 」と名乗る魔人が多数存在する。
烈風の狩人 ハーティス（れっぷうのかりうど ハーティス）
サンクミール周辺で飛行機を攻め落としていた四ッ星魔人。飛行能力を持ち動きもすばやいが、装備を新調したビィト戦士団に倒される。
ビルディック
ヒスタリオにゾンビ化された魔人のなかでも最強の、もと六ッ星魔人。人間の数倍はある巨体の持ち主で、ヒスタリオ自身にも制御できず暴れまわるため、デストリューン号の船底で眠らされていた。ライオが敗れて異変が生じた際、陽動のために解き放たれる。その肉体は才牙による集中攻撃もまるで通じず、胸部の口を開いて放つ技は前方を広範囲にわたって吹き飛ばす。ポアラを握り殺そうとするが自身の才牙に覚醒され、奥義で上半身を消し飛ばされる。

### 魔賓館
シャギー（Shaggy）
声 - 中尾隆聖
全魔人の評価と監視に加え、魔賓館の館長を兼任する魔人。神出鬼没で地中から呼び出す「地脈の扉」を通じてどこにでも現れる「世界一多忙な魔人」であり、バスターのあいだでもその存在は広く知られているが、姿を見た者はほとんどいないため「幻の魔人」と呼ばれる。慇懃な口調と道化じみた振る舞いが特徴で、魔人の戦いを遠くから楽しみつつ眺める。
ウサギのような顔立ちをしており、すべての魔人が持つ冥力制御器官「角」を持たないように見えるが、頭部にあるウサギの耳のような器官がそれである。手袋の下に隠れた腕には、魔人が生まれつき有する星がひとつだけついており、自身は裏方のため増えることはないと語る。
原作では手の指の数は3本だが、アニメ版をはじめとする他メディアでは5本に変更されている。
タロトス（Tarotos）
声 - 梁田清之
魔賓館の管理官。カメのような姿をした魔人。つねに魔賓館中央のカウンターに座し、魔人からの注文を受け付けている。
暗黒なる瞳（ダークネス・アイズ）
魔賓館の地下深くに鎮座する、魔人の創成主にして全能の神とされる存在。溶岩のたぎる地底に浮かぶ複数の巨大な瞳の姿で、その実体は謎に包まれており、シャギーのみが謁見する権限を持つようである。

## 魔物（モンスター）
魔人が魔賓館で購入し、その配下として人間社会に害を与える存在。ここでは魔人の片腕として言葉と名前を与えられた「腹心魔物」および、名前のついた個体について述べる。
ハザン（Hazan）
声 - 島田敏
ベルトーゼの腹心魔物。オオカミ獣人型の魔物ハウンドソルジャーの上位種「ハウンドナイト」を強化したもの。ベルトーゼの要求により、魔人に匹敵するほどの戦闘能力を与えられ、高い忠誠心を有する。
ダンゴール（Dangoal）
声 - 埴岡由紀子
グリニデの腹心魔物。固い外殻を持つダンゴムシ型の魔物「プロテク虫」を強化したもの。これまでハサミムシ型の魔物サムニョールのウゴ（声 - 西脇保）など3匹の腹心魔物を逆上した際に巻き添えにして失ってきたグリニデに気に入られ、執事としての役が果たせるよう魔賓館で言葉を与えられた。その甲はきわめて高い防御力を有し、グリニデが逆上したときに暴力をその身に受けることによって、怒りを発散させるという重要な役目も担っている。グリニデの役に立てることに心からの喜びを感じているが、グリニデが凶暴な真の姿となった際、そのわずかに残された理性によって、もはや自身が攻撃に耐えることはできないと思い知らされ、逃がされる。
アニメ版ではグリニデに逃がされたあと、爆発の光を見て主の死を悟り、号泣する姿が描かれている。
シンシア
ロディーナが飼っているペット。種族は小型だが獰猛な性格と旺盛な食欲を持ち、とくに人肉を好むという魔物「マーグチン」。獰猛だが、ロディーナに抱かれているときは大人しい。人肉を好み、ロディーナの持つ「謎のエサ袋」に入った「おやつ」を貪り食う。
ドクター・ギリリ
ヒスタリオの腹心魔物にして、「骸の幽霊船」こと万能船デストリューン号の船医。種族はねじ型の魔物「拷問ネジ」で、何かがあるたびに口癖のように「イライラする」と憤る。本来はヒスタリオが自分の肉体を強化改造するために購入した魔物だが、主人の依頼を受け、人間を生きたままゾンビのように強化する改造を手掛けることになる。体内にはヒスタリオの肉体調整用の薬品が詰まっており、手の指の一本一本が手術道具に変化する。ライオに続きスレッドにも同様の改造を施すが、自身が発明したヒスタリオへの仲間意識を植え付ける義眼を埋め込む寸前に脱出され、新たな力によって倒される。

## アニメ版オリジナルキャラクター

### アニメ『冒険王ビィト』
トト
声 - 吉倉万里
魔人に食料として乱獲され絶滅寸前となった珍獣「ピンキーベアタマリン」の子供。アンクルス付近の森で魔物に親を殺され、自身も襲われそうになったところをムガインの居城に向かう途中のポアラに助けられ、行動をともにするようになる。

#### ジーク戦士団
アニメ版オリジナルのバスター、ジークが率いる戦士団。第6話より登場。行く先々でビィト戦士団と遭遇し、共闘することになる。
ジーク
声 - 玉木有紀子
ジーク戦士団を率いるバスター。命の恩人であるゼノンに憧れ、ゼノンのようなバスターになるべく努力を重ねてきた。それゆえ当初、ゼノンの弟というだけでゼノン戦士団の才牙を受け継いだビィトを敵視するが、命を救われ、そのあと幾度も戦いをともにするうちに友情が芽生える。かわいい女性に弱く、すぐに口説きながら夢想に浸る癖がある。魔人を倒すよりも目の前にいる人々を救うことを優先する性格で、魔人ガネール一味との戦いを経て以降は、民衆密着型のバスターとしてビィトとは異なる道を歩みはじめる。
ブラスターエッジ
ジークの才牙。火の天力で生成され、大・中・小の三本の剣がひとつに組み合わさった大剣（一番長いものが中央）。両脇の剣を射出する「ブラスターシュート」、炎に包まれた剣を敵に突き刺し、内部から焼き尽くす奥義「ジークインフェルノ」という技がある。

リュック
声 - 青山桐子
ナックの双子の兄で、赤い髪のほう。火の天撃を使う。槍を武器とし、穂先に天撃を纏わせて攻撃する。
ナック
声 - 津村まこと
リュックの双子の弟で、青い髪のほう。水の天撃を使い、兄とは穂先の形状が異なる槍を使用する。兄よりもやや大人しい口調で、優れた観察力を発揮する場面もある。

#### 一般人（アニメ版）
リズ
声 - 広橋涼
第9話から第16話にかけて登場。レドウの食堂の娘。原作の第5話に登場する、バスターを恐れる少女に相当する人物であるが、アニメ版ではバスターが一般人に恐れられているという設定がないため、最初からビィトたちと友好的に接する。魔物襲来時はトトとともに眠ったビィトを起こしに向かう。
ロコ
声 - 松岡由貴
第17話から第20話にかけて登場。テルセロンの町の少女。町の創立者テルセロン公の曾孫であり、そのため愛郷心は人一倍強い。
ルイーザ
声 - 仲西環
第49話に登場。魔物の襲撃で両親を亡くし、親戚のジェシカ（声 - 上村典子）一家を頼ってサドラムの町に身を寄せることになる少女。船で知り合ったスレッドに、町を支配する魔人ランパードの退治を依頼する。
船長
声 - 佐藤正治
第49話より登場。小型船舶から武装客船まで動かす船長。スレッドやビィトたちの活躍を見て、新進気鋭のバスターに期待の目を向ける。ターミッツの港町が解放されてから、グランシスタへと向かう武装客船にビィトたちを乗せるが、『エクセリオン』では船を破壊され、直るまでシャンティーゴの町に滞在することになる。

#### 魔人（アニメ版）
赤熱の烈火 ギルス（せきねつのれっか ギルス）
声 - 川津泰彦
冥撃の獄炎と大鎌を使う三ッ星魔人。第1話の冒頭に登場し、ひとつの町を攻めていたところをビィトに倒される。
地獄の稲妻 ザンデ（じごくのいなずま ザンデ）
声 - 中田和宏
雷の冥撃を得意とする五ッ星魔人。雷の冥力を剣状に変化させて武器とする。第1話に登場し、ベルトーゼに対抗心を持ちアンクルスの里を先に襲撃するが、ゼノン戦士団に倒される。
銀色の魔手 メルモンド（ぎんいろのましゅ メルモンド）
声 - 千葉繁
才牙をコレクションする四ッ星魔人。水の冥撃に加え、水から武具を造り出す、身体を液状化するといった多彩な能力を持つ。第5話から第8話にかけて登場し、ふたつの才牙を使うビィトの情報をシャギーから得て、その才牙を奪うため、ジークを拉致しビィトを居城へおびき寄せるが、持ち主を封じて才牙を「ただの飾り」と化すことでこそ美術品としての価値が出ると語ってビィトの怒りを買い、3つめの才牙エクセリオンブレードによって倒される。
シルバームフリージング
メルモンドの魔奥義。足下に描いた冥力陣にバスターを誘い込み、生きたまま凍結させることでコレクションするための才牙を残す。

闇の爪 シャデリコ（やみのつめ シャデリコ）
声 - 坂口候一
「暗殺者」と恐れられる、コウモリのような姿をした二ッ星魔人。攻撃を受けても身体をコウモリに変えて四散し、かわすことができる。第9話に登場し、港町レドウ郊外の森でスレッドに倒される。原作の第5話でスレッドに倒され、死体として登場する二ッ星魔人に設定を加えたもので、外見は大きく異なる。
ゲームボーイアドバンス用ゲーム『冒険王ビィト バスターズロード』では原作に近い姿で敵として登場する。
暗黒の世紀の催促人 ガネール（あんこくのせいきのさいそくにん ガネール）
声 - 龍田直樹
算盤を片手に、魔人相手に高利で金貸しをしている三ッ星魔人。この世は魔札がすべてと思っており、魔札を集めることを至上の喜びとしている。巨大なカメ型の魔物「軍艦トータス」の甲羅の上に「移動金庫」と呼ぶ居城を構え、大量の魔札を貯め込んでいる。自身に腕力はないが、口から変幻自在の粘液を吐き出す。第35話から第38話にかけて登場し、キッスをグリニデのもとに連れて行き魔札を得ようとするが、ビィト・ジーク戦士団の活躍により魔札、魔物、居城、配下の魔人などをすべて失い撃退される。『エクセリオン』第22話では、魔賓館で魔物を値切る姿が描かれている。
もともとは『月刊少年ジャンプ』誌上で公募され、グランプリとして採用された魔人である。
ゼニア
声 - 乃村健次
ガネールに仕える五ッ星魔人。すでに死んでおり、ガネールに操られている。操られている限り何度倒してもよみがえる。第35話から第37話にかけて登場。移動金庫内部での戦いでポアラによって弱点を看破され、ビィトに倒される。
紫紺の激流 ヤギール（しこんのげきりゅう ヤギール）
声 - 増谷康紀
四ッ星魔人。両腕の刃を武器とし、冥撃の水刃も使う。キャンバルの賭け事仲間で、借金を帳消しにするためにガネールの依頼を受け、キャンバルと組んでビィトと戦い、ゼノンウィンザードにより一刀両断にされる。アニメ版の第1話からたびたび登場する魔人で、修行時代のビィトとキッスに遭遇したこともあるが、再会場面ではまったく言及されない。
ランパード
声 - 谷山紀章
居合を使う五ッ星魔人。第49話に登場。サドラムの町を支配し、住人を酷使していたが、ルイーザの依頼を受けたスレッドに倒される。
暁の影法師 バラサ（あかつきのかげぼうし バラサ）
声 - 橋本晃一
キノコ型の五ッ星魔人。爪での斬撃を得意とし、水が豊富にあれば、菌糸を伸ばしていくらでも生命力を吸収するキノコや自身の分身体を作ることができる。随所に四字熟語を交えた台詞回しが特徴。
第51話・第52話に登場。グリニデの侵攻から逃れるため数十年のあいだ地中に潜んでいたが、グリニデ亡きあと「黒の地平」を我がものにしようと画策し、ターミッツの港町を支配する。当初は1体の分身がビィトたちと戦うが敗北し、雨水を使って分身体を大量に出現させることで消耗を図り、あと一歩のところまで追い詰めながらも、ビィト戦士団の不屈の闘志とチームワークのまえに敗れ去る。

#### 魔物（アニメ版）
バットン
声 - 伊藤健太郎
ロズゴートの腹心魔物。種族は飛行能力を持ち、弾丸を生み出して銃で攻撃する魔物「ナイトスナイパー」。第31話・第32話に登場。魔物使いの荒いロズゴートに辟易しており、主人を失ったあと、魔物にも寛大な態度で接するグリニデに仕えるという「野望」を実現させるためにビィト戦士団をさまざまな罠で倒そうとするが、ことごとく失敗し撃退される。第49話ではランパードに仕える魔物として登場する。新しい主人にも不満を抱きながら命令に従うが、スレッドに主人を倒されたうえ、天撃の旋風でかなたに吹き飛ばされる。

### アニメ『冒険王ビィト エクセリオン』

#### シャンティーゴ
アニメ『冒険王ビィト エクセリオン』の舞台である天撃の町・シャンティーゴに住む人々。住人の半数が天撃の使い手であり、バスター協会とは異なり専守防衛に徹している。
リオン
声 - 釘宮理恵
シャンティーゴ領主の息子。12歳の少年で、冥力を感知し、天力を増幅させる効果のある謎のアイテム「ブライティプライム」を持つ。寝ているあいだに父の領主パドロによって勝手にブランディングを施された。人の技術と知恵で作られたものが好きで、機械いじりや科学を好む。老若男女が使えて、しかも誰もが喜ぶ、形として残るものを作るのが夢。その夢が叶うところへ行きたいと町を抜け出すため何度も家出をする。論理的・科学的でないことから天撃とバスターを嫌い、理解しようとせず、曖昧なことや適当なことも嫌っている。しかし自身の本心とは裏腹に、その天力は次第に強くなっていき、あらゆる力を増幅するその能力を魔牢獄獄長バウスに狙われる。ビィトたちとの関わりのなかで、精神的にも成長を遂げて困難や強敵に立ち向かう勇気を手に入れ、やがては立派なバスター、領主となることを誓うようになる。
パドロ
声 - 鈴木清信
シャンディーゴの領主で、リオンの父。体格は小柄で、穏やかな性格。家出をしたり自分となかなか話そうとしない息子のリオンに手を焼いている。戦闘においては四つの天撃隊を束ねるだけことはあり、その外見から想像できないほどの実力をもつ。リオンと同じ冥力を弾き天力を強める天力陣を併用した格闘戦に加え、光弾を連続で放つ天撃の奥義「天破連撃（てんはれんげき）」などの技を使うことができる。鑑定士と同様、ブランディングを施す能力も持っている。
マチルダ
声 - 渡辺美佐
リオンの母。ブライティプライムの本来の持ち主。かつてシャンティーゴを守るため、自身の力を狙うバウスにその身を差し出し、隙を突いて倒そうとするが、返り討ちにあい命を落とした。
グリファス
声 - 大友龍三郎
シャンティーゴにおける天撃の達人「シャンティーゴ四賢人」のリーダー格にして、「炎の天撃隊」隊長。通称「爆炎のグリファス」。顔立ちや言動が魔人グリニデに酷似しているが、あくまでも別人の人間。かもし出す雰囲気はつねにキッスを畏怖させる。グリニデに似ていると言われると逆上する。天撃に対して非常に厳しい考えを持っており、天撃を軽視するビィトを諌める。炎の天撃の奥義、「業火烈断（ごうかれつだん）」を会得しており、その修行は奥義を一度見せ、あとは勝手に使えというものである。
イーブル
声 - 増谷康紀
四賢人のひとりで、「風の天撃隊」隊長。通称「涼風のイーブル」。氷砂糖などの甘いものが好きで、ビィトたちがシャンティーゴで経営する宿屋へ甘味を食べによく通うが、食事代の支払いを逃れてつけを貯め、そのうえポアラの作った菓子を批評する。風の天撃の奥義「風牙一閃（ふうがいっせん）」を会得しているが、めったに見せることはない。ビィトに風の心を教えたことで、ビィトのサイクロンガンナーの使用技術に磨きがかかる。バウスに連れ去られたリオンを救うため、魔牢獄の門を開くべく門番のアートロンと風対決を繰り広げ、その果てに力尽きて死亡する。
トンガ
声 - 津久井教生
四賢人のひとりで、「雷の天撃隊」隊長。通称「瞬雷のトンガ」。雷の天撃の奥義「迅雷撃破（じんらいげきは）」を会得している。口が悪く、相手の短所を率直に指摘する。ミルファに雷の天撃の極意「雷の気持ち」を伝え、ビィトには特訓を行なう。その成果として、ミルファは「電磁加速」を、ビィトも魔人との戦闘中、土壇場でボルティックアックスを使い「迅雷撃破」を会得する。
レイモンド
声 - 長嶝高士
四賢人のひとりで、「水の天撃隊」隊長。通称「流水のレイモンド」。「ムキッ」と「根性」が口癖。鍛え上げられた自分の肉体を人に見せるのが好きな性格。水の天撃の奥義「水破爆裂（すいはばくれつ）」を会得している。水の天力を使って自分の精神を水に投影し、水を自在に操る。大波を起こしたり、滝をふたつに割ることも可能。ビィトは彼の特訓により、クラウンシールドの解毒の要領の応用でこの奥義を使用できるようになる。
エマ
声 - 斉藤貴美子
シャンティーゴで屋台を営む中年女性。他のシャンティーゴの住人同様、基本的な天撃は使用できる。ビィト戦士団一行を暖かく見守る。
ファーニャ
声 - 埴岡由紀子
グリファスに仕える使用人の少女。外見や振る舞いがグリニデの腹心魔物ダンゴールに似ている。天撃を使う場面はない。

#### 魔牢獄
罪を犯したとされる魔人を収容した施設「魔牢獄」の獄長バウスと、それに従わされた囚人魔人や魔物。当初、魔牢獄の各房筆頭囚人魔人であるジェラ、アートロン、ストローガ、ハングは「魔牢獄第○房筆頭」と呼ばれるが、ジェラが死亡し、残る3名が魔牢獄の秘密を知りバウスに忠誠を誓ってからは、本来の異名で呼ばれることとなる。また、魔牢獄にはここに挙げた魔人以外にも多数の魔人が収容されているが、途中からまったく登場しなくなり、言及もされなくなる。
バウス
声 - 西凛太朗
魔牢獄獄長。囚人魔人の冥力を縛る拘束具を開閉する錠前と鍵をもつ。強力な冥撃と優れた格闘能力を兼ね備え、囚人魔人たちをたやすく捻じ伏せる実力の持ち主。全力で戦う際には両腕から刃がせり出す。「魔銃器グーランガ」と呼ばれる、岩や樹木などに弾を撃ち込むことにより、黒い魔物（グラウモンスター）を生み出す銃も所持しており、しばしば出撃する囚人魔人に貸し与える。この魔物は通常の個体を凌ぐ戦闘能力と天力に対する強い耐性を持ち、並の天撃や才牙で倒すことは難しい。
強大な力を持つリオンを手に入れて魔牢獄を起動させ、魔賓館を破壊しみずからが魔人の頂点に立つという野望を実現させようとするが、シャギーにより己の正体もまた囚人魔人たちと同じく、強化魔人を生み出す実験の過程で生まれた失敗作であることを明かされ、さらにビィト戦士団によって魔牢獄の中枢と砲台を破壊されたことでその野望は打ち砕かれる。その後、己のプライドを賭け、魔銃器グーランガの弾をみずからに撃ち込むことで魔人の肉体を捨ててビィトと戦い、敗れる。
ハウリングドプレッシャー
バウスの魔奥義。冥力を込めた拳で何度も殴りつけ、さらにその冥力を圧縮して大爆発を引き起こす。

憎悪の炎 ジェラ（ぞうおのほのお ジェラ）
声 - 三浦祥朗
魔牢獄第一房筆頭。火の冥撃を得意とし、全身から炎を放つ囚人魔人。つねに怒っており、囚人たちのなかでもとりわけ凶暴な性格。武器は三叉戟。緒戦でビィトによって顔に傷を付けられ、のちに復讐を挑むが、胸の拘束具を壊され巨大な炎の竜の姿となって暴走する。最後はビィトが放ったレイモンドの奥義「水破爆裂」によって水蒸気爆発を起こし、跡形もなく消え去る。
重鉄騎 アートロン（じゅうてっき アートロン）
声 - 楠大典
魔牢獄第二房筆頭。風の冥撃を得意とする囚人魔人。つねに「パッション」が不足している芸術家肌で、突然奇声を上げたり、戦闘中に絵を描きはじめたりといった奇行が目立つが、その身にまとっている鎧の装甲はきわめて重厚で、生半可な物理攻撃や天撃では傷ひとつつけられない。車輪として移動手段にも利用することができる巨大なバーベルを武器とする。魔牢獄の門前でイーブルと戦い一度は戦闘不能となるが、魔牢獄に乗り込んだビィトとキッスの前に現れ、戦いを挑む。最後はビィトがイーブルから受け継いだ奥義「風牙一閃」により拘束具ごと胸を撃ち抜かれ、爆死する。
千の腕 ストローガ（せんのうで ストローガ）
声 - 竹本英史
魔牢獄第三房筆頭。雷の冥撃を得意とする囚人魔人。おもな武器は手足に仕込まれた刃だが、体内にも無数の刃が仕込まれており、斬られても即座に別の刃を生やす。雷の力を吸収すると力が増す。ふだんは比較的冷静だが血の匂いを好み、笑い声を上げながら執拗に敵を攻め立てる。魔牢獄内部でビィト・キッス組と戦い、ビィトが土壇場で放ったグリファスの奥義「業火烈断」により、拘束具ごと両断されて爆死する。
死の強奪者 ハング（しのごうだつしゃ ハング）
声 - 一条和矢
魔牢獄第四房筆頭。水の冥撃を得意とする囚人魔人。魔人すら喰らう食欲の持ち主。液体状の体を持ち、物理攻撃は受け付けず、氷漬けにされて砕かれたり、蒸発させられても死ぬことはない。気体になったときにはそれを吸い込んだ人間を支配し操作することも可能。巨大なトンファー状の刃が武器だが、あまり使うことはない。出撃するたびにミルファと戦い、魔牢獄前の決戦においてもポアラ・ミルファ組と交戦する。液化能力で苦戦を強いるが、トトが持っていた片栗粉によって能力を封じられ、ポアラのバーストエンドによって拘束具ごと燃やし尽くされる。
史上最弱魔人 ニャンジャマー（しじょうさいじゃくヴァンデル ニャンジャマー）
声 - 小野坂昌也
魔牢獄に収容されている、太ったネコのような外見を持つ囚人魔人。その冥力はきわめて低く、門にも気づかれない。あまりにも弱すぎるため、魔人の根絶を目指すビィト戦士団にも見逃される。拘束具を着けられているが、外しても自爆に至らずわずかに力が上昇するだけで、魔牢獄起動をもくろむバウスによって侵入したビィトたちの足止めを任される。決戦後の魔牢獄崩壊からも生き延び、腹心魔物のチューバとともにシャンティーゴの支配を画策するが、ビィトの一睨みで退散する。
チューバ
声 - 雨蘭咲木子
ニャンジャマーの腹心魔物。種族は小さなネズミ型の魔物「ジャーマウス」。冴えない主人に苦労させられ、厳しい物言いもするが忠誠は誓っており、ほかのジャーマウスが愛想を尽かして逃げていくなか、見捨てることなく仕える。同種族のジャーマウスに顔が利くようで、協力を要請するときはチューバを通して行なわれるようである。

## ゲーム版オリジナルキャラクター

### 『冒険王ビィト ダークネスセンチュリー』のキャラクター
PlayStation 2用ゲーム『冒険王ビィト ダークネスセンチュリー』に登場するキャラクター。
古代の魔人
『ダークネスセンチュリー』に登場する真の最終ボス。グリニデを倒し、一部のクエストをクリアしたあと「断片」というアイテムを3つそろえると古代遺跡の地下4階の行き止まりの壁の先に入れるようになり、そこの最深部で3匹のボス格の魔物とともに待ち受ける。赤、青、黄、緑と4色の個体で戦い、最後は巨大な鬼のような仮面の姿となり戦う。ギャラリーモードでの名称は「?????」と表記されており、本名や詳細はいっさい明かされない。

### 『冒険王ビィト ヴァンデル バーサス バスターズ』のキャラクター
ニンテンドーDS用ゲーム『冒険王ビィト ヴァンデル バーサス バスターズ』に登場するキャラクター。
同ゲーム発売の約1か月前に放映されたアニメ『エクセリオン』第8話には、本作のオリジナル魔人が登場する。
主人公
プレイヤーの分身で、名前は任意で入力する。父親のかたきを討つべくバスターとなり、故郷の双子島を救うため魔人に立ち向かう。
才牙は剣・槍・拳・斧・銃の5種類と天力5属性の全25種類からひとつを選ぶ。どの種類もふたつの才牙が合体して異なる形状に変化するという特徴がある。才牙の名前も任意で入力できる。
レナ
主人公の幼なじみ。
ゼナ
レナの双子の妹。
強欲君主 ハーデン（ごうよくくんしゅ ハーデン）
声 - 楠見尚己（アニメ『エクセリオン』）
黄金に目がない六ッ星魔人。黄金埋蔵伝説がある双子島の侵略を目指す。浅慮だが戦闘能力は非常に高い。
『エクセリオン』第8話では、黄金の情報をもとに単身シャンティーゴの町を襲撃する。天撃をどれほど受けてもまったく通用しない。バウスよりも格上であることを自認している。シャンティーゴに黄金がないことが判明すると、助けに現れた配下魔人とともに撤退する。
ハーデンの配下
ハーデンに仕える五ッ星魔人。裏モードである「魔人モード」ではプレイヤーが操作する主人公となる。野心を抱えており、双子島を支配することで冥力を蓄え、魔人の頂点に立つことを目指す。魔物を吸収して自分の力とする能力がある。
『エクセリオン』第8話ではハーデンが追い詰められた際に出現し、ビィトのエクセリオンブレードを受け止めると、黄金の情報が誤りであることをハーデンに伝え撤退する。声はつけられていない。